# Franz Georg von Keeß

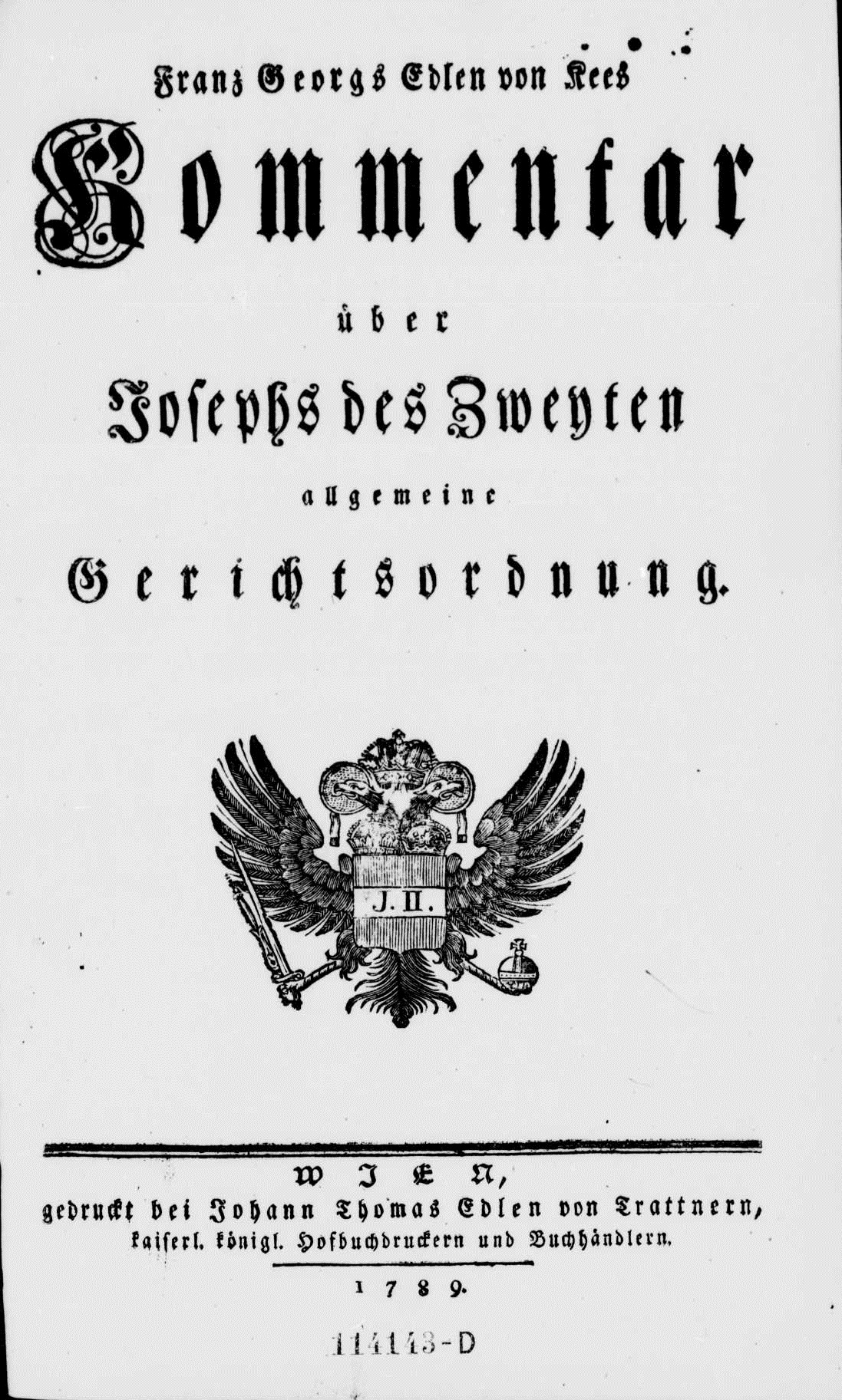
Kommentar über Josephs des Zweyten allgemeine Gerichtsordnung, 1789

Franz Georg von Keeß (Vienna, 11 gennaio 1747 – Brunn am Gebirge, 6 agosto 1799) è stato un giurista austriaco.

## Biografia
Franz Georg von Keeß proveniva da una famiglia aristocratica sveva. Suo nonno Johann Georg von Keeß (1673–1754), nato a Tettnang, si trasferì a Vienna nel 1693 ed, essendo dottore in diritto canonico e civile, insegnò come professore di diritto canonico all'Università di Vienna, presso la quale fu anche rettore della facoltà di legge nel 1727/28. Nel 1725 fu nominato consigliere commerciale e nel 1732 ricevette l'incarico di impiegato regionale per la Bassa Austria. 

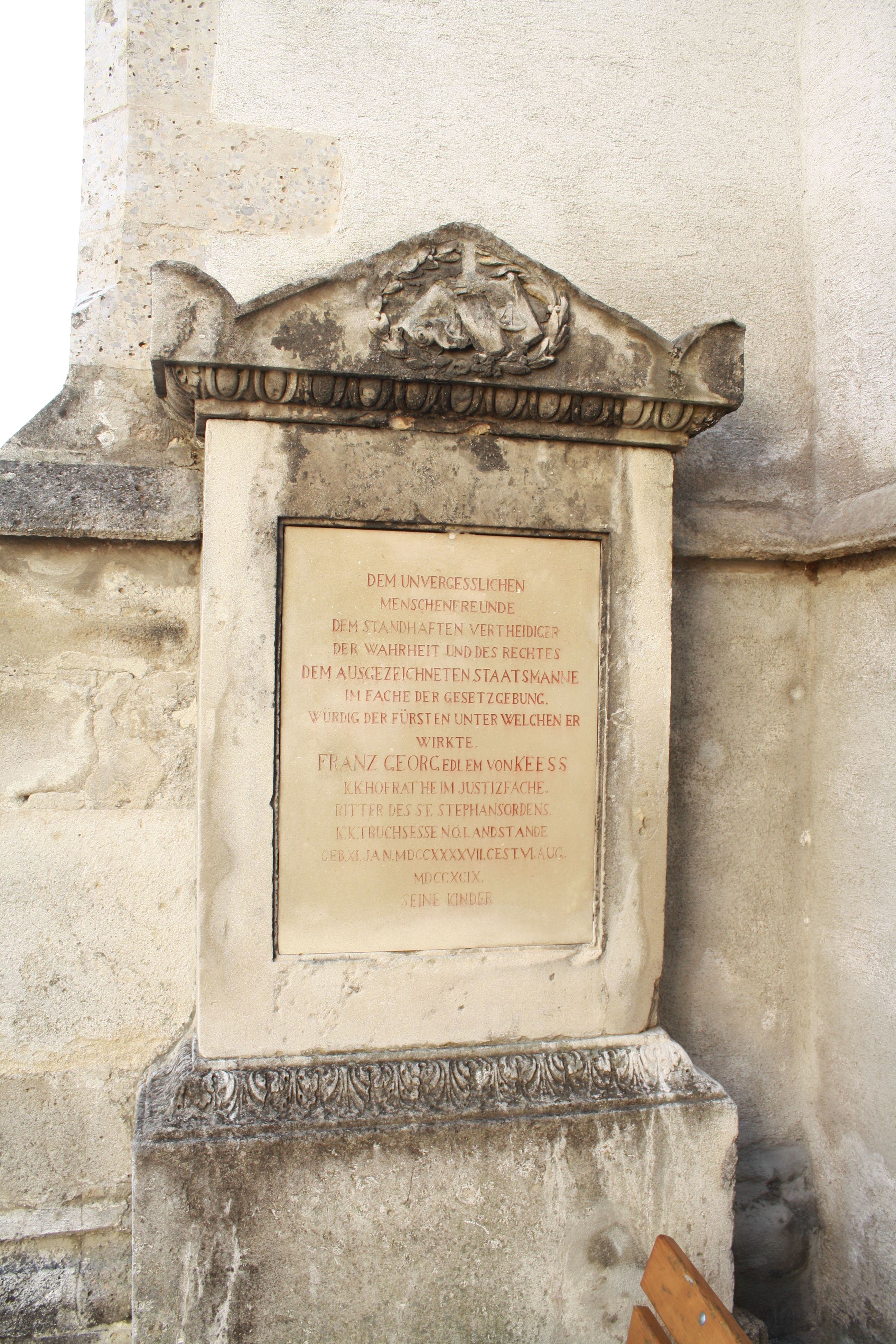
Lapide nella chiesa parrocchiale di Brunn

Franz Georg von Keeß era il figlio maggiore di Franz Bernhard von Keeß (11 novembre 1720 - Brunn am Gebirge, 30 dicembre 1795), consigliere privato e vicepresidente della Corte d'appello della Bassa Austria e della sua prima moglie Regina, nata di Wallner. Nel 1764, per premiarne i meriti, Maria Teresa d'Austria nominò suo padre cavaliere del Sacro Romano Impero di tutte le terre ereditarie. 
Nel 1768 Franz Georg terminò gli studi di legge all'università di Vienna ed entrò nel servizio civile come amministratore distrettuale. Nel 1770 fu nominato consigliere del governo della Bassa Austria e nel 1774 divenne commissario di corte della delegazione illirica, che governava il Regno di Illyria da Vienna. Alla fine di dicembre del 1777 il regno fu diviso nei regni della Croazia, della Slavonia e della Dalmazia veneziana e la delegazione illirica venne quindi sciolta; von Keeß diventò prima membro del consiglio di corte della cancelleria ungherese, da dove passò all'ufficio superiore di giustizia. Per le sue conoscenze giuridiche, Maria Teresa gli affidò i compiti più importanti; il figlio di Maria Teresa, Giuseppe II, lo nominò relatore presso la Commissione di Corte, che in seguito divenne la Commissione di Corte legislativa. Qui il suo lavoro ebbe un'influenza significativa sull'attuale codice penale e civile. Rimase comunque all'ufficio di Giustizia. 
Tra le sue funzioni vi erano la legislazione fiscale nel caso di controversie, la regolamentazione delle corti di giustizia, l'introduzione delle corti di appello, le indicazioni per gli uffici fiscali, la regolamentazione delle corti di montagna, l'introduzione dei registri demaniali in Austria Anteriore (che poi servì da modello per le aree per cui mancavano ancora registri demaniali) le tasse di successione in Tirolo, e i principi per la regolamentazione dei magistrati nelle zone rurali. 
Nel suo Allgemeines Gesetzbuch über Verbrechen und derselben Bestrafung ("Codice generale per i crimini e le relative pene"), divise i crimini in classi, fornendo in tal modo ai giudici una consultazione più semplice; scrisse inoltre una serie di indicazioni per le autorità politiche sul comportamento da tenere in caso di reati politici e redasse un testo sui modi per regolare le corti penali. Il suo testo Allgemeine Criminal-Gerichtsordnung ("Codice generale di procedura penale") è in sostanza il primo testo di procedura penale moderna.
Anche il suo Kommentar über Josephs II. allgemeine Gerichtsordnung ("Commento al sistema giudiziario nel regno di Giuseppe II") rimase un punto di riferimento per i suoi successori.   
Franz Georg von Keeß era sposato con Ernestina (24 gennaio 1754 - Vienna, 10 marzo 1801), figlia di Raimund Albrecht von Albrechtsburg; ebbero dodici figli, dei quali raggiunsero l'età adulta: 
- Bernhard von Keeß (Vienna, 11 ottobre 1770 - Villafranca, 28 dicembre 1800), tenente colonnello e aiutante di campo, morì in seguito a una ferita subita nella Battaglia del Mincio;
- Ignaz von Keeß (Vienna, 4  ottobre 1771- ivi, 1817), deputato di cavalleria della Bassa Austria;
- Stephan von Keeß (Vienna, 31 ottobre 1774 - ivi, 13 giugno 1840), Direttore dell'ufficio tecnico governativo di Vienna;
- Georg von Keeß (2  ottobre 1782, - Budapest, 4 giugno 1826); proprietario terriero;
- Ernst von Keeß (20 ottobre 1783 - 6 dicembre 1824), Rittmeister;
- Maria Anna Franziska von Keeß (Vienna, 4 ottobre 1773 - ivi, 10 luglio 1842) sposata con il barone Johann von Bartenstein (1771-1843), consigliere del governo della Bassa Austria e governatore della città.

Franz Georg von Keeß fu sepolto a Brunn am Gebirge e fu eretta in sua memoria una lapide nella chiesa parrocchiale di Brunn am Gebirge.

## Premi e onorificenze
- L'imperatore Giuseppe II gli conferì la Croce dei Cavalieri dell'Ordine di Santo Stefano dopo che aveva difeso con fermezza la sua opinione contraria a quella dell'imperatore e degli altri partecipanti durante una conferenza presieduta dall'imperatore stesso. L'arciduca Francesco Karl possedeva un dipinto raffigurante il momento in cui Giuseppe II consegnava l'Ordine di Santo Stefano al consigliere Keeß. Sotto il dipinto, l'iscrizione: "L'imperatore Giuseppe II premia con l'ordine di Santo Stefano per la nobile franchezza il consigliere di corte von Kreß, che, fedele al dovere e alla verità, votò contro l'imperatore stesso e affermò il suo voto contro la maggioranza del consiglio riunito".
- Francesco II d'Asburgo-Lorena continuò a concedergli l'indennità annuale di 2.000 fiorini come consigliere di corte, che in passato gli era stata concessa da Giuseppe II.
- Franz Georg von Keeß fu nominato maestro di palazzo. [3]

## Opere
- Allgemeine Gerichtsordnung für Böhmen, Mähren, Schlesien, Oesterreich ob und unter der Enns, Steiermark, Kärnthen, Krain, Görz, Gradisca, Triest, Tirol und die Vorlanden, Vienna.
- Die Gerichts- und die Concursordnung. 1781.
- Die Grundsätze zur Bestimmung der Gerichtsbarkeit, aus denen die Jurisdictionsnormen für alle Länder entstanden. 1782
- Allgemeine Instruction für die Fiscalämter, 1783.
- Das Ehepatent vom 16. Jenner 1783 : mit allen hinnach ergangenen dahin gehörigen allerhöchsten Verordnungen; in einem planmäßigen Zusammenhange zum allgemeinen Gebrauche, 1783.
- Allgemeine Instruction für die königlich-böhmischen Landrechte, Vienna, 1783.
- Die gesetzliche Erbfolgeordnung, womit, durch Aufstellung der Erbfolge ex Jure repraesentationis, die früher häufig vorgefallenen Rechtsstreite beseitigt wurden. 1785
- Der erste Theil des bürgerlichen Gesetzbuches. 1786
- Allgemeines Gesetzbuch über Verbrechen und derselben Bestrafung, Vienna, 1787.
- Instruction für die politischen Behörden über die Anstrengung einer Inquisition, Aburtheilung und Strafvollziehung wider einen eines politischen Verbrechens Beschuldigten. Vienna 1787.
- Allgemeine Criminalgerichtsordnung, 1788.
- Kommentar über Josephs II. allgemeine Gerichtsordnung, Vienna, 1789.
- Über die Aufhebung der Wuchergesetze, Vienna, 1791.